# 愛の自爆装置
「愛の自爆装置」（あいのじばくそうち）は、日本の女性ミュージシャン、CHARAの5枚目のシングル。1993年5月21日にエピックレコードジャパンから発売された。

## 概要
ローリー寺西がゲスト・ヴォーカルで参加。ローリー寺西は翌年のCHARAのライヴにゲスト出演し本曲を披露しており、その模様は『KiSS』に収録されている。
カップリングに収録されている「愛のかたち」はアルバム未収録。

## 収録曲
| #         | タイトル         | 作詞      | 作曲                | 編曲         | 時間 |
| --------- | ---------------- | --------- | ------------------- | ------------ | ---- |
| 1.        | 「愛の自爆装置」 | CHARA     | CHARA・浅田祐介     |              | 4:38 |
| 2.        | 「愛のかたち」   | CHARA     | CHARA・David Motion | David Motion | 4:10 |
| 合計時間: | 合計時間:        | 合計時間: | 合計時間:           | 合計時間:    | 8:48 |